# Aérodrome d'Ouvéa
L'aérodrome d'Ouvéa-Ouloup (code IATA : UVE • code OACI : NWWV) est un aéroport intérieur de la Nouvelle-Calédonie, situé à Ouloup dans la commune d'Ouvéa, qui se situe dans la province des îles Loyauté. L'aéroport est desservi entre autres par les compagnies Air Calédonie et Air Loyauté. Les vols sont principalement des vols en provenance et à destination de  l'aéroport Nouméa-Magenta, mais aussi des vols vers l'île voisine de Lifou qui sont régulièrement opérés par Air Loyauté.

## Situation
| \| 30 km1:3 725 000 \| Tiga Maré Lifou Koumac Koné Bélep Ouvéa Île des Pins Nouméa La Tontouta Nouméa Magenta Touho Bourail Canala La Foa |
| 30 km1:3 725 000 |

## Statistiques
Le graphique qui aurait dû être présenté ici ne peut pas être affiché car il utilise l'ancienne extension Graph, désactivée pour des questions de sécurité. Des indications pour créer un nouveau graphique avec la nouvelle extension Chart sont disponibles ici.

Voir la requête brute et les sources sur Wikidata.

### Compagnie aérienne et destinations
| Compagnies    | Destinations                  |
| ------------- | ----------------------------- |
| Air Calédonie | Lifou-Wanaham, Nouméa Magenta |

Édité le 05/12/2022